# Districte de Louhans
El Districte de Louhans és un dels cinc districtes del departament francès de Saona i Loira, a la regió de Borgonya-Franc Comtat. Té 8 cantons i 79 municipis. El cap del districte és la sotsprefectura de Louhans. Te una extensió de 1.430 Km2 i una població de 67.587 habitants segons cens de 2022.

## Cantons
cantó de Beaurepaire-en-Bresse - cantó de Cuiseaux - cantó de Cuisery - cantó de Louhans - cantó de Montpont-en-Bresse - cantó de Montret - cantó de Pierre-de-Bresse - cantó de Saint-Germain-du-Bois